# Tomáš Vrána (právník)
Tomáš Vrána (* 20. května 1962 Přerov) je český advokát a bývalý soudní exekutor, jeho úřad se sídlem v Přerově patřil mezi největší v zemi.

## Život
Roku 1985 absolvoval Právnickou fakultu UJEP (dnes MU) v Brně, poté pracoval jako trestní soudce u okresních soudů v Karviné a v Přerově, později i na olomoucké pobočce Krajského soudu v Ostravě. Následně byl krátkou dobu advokátem v Olomouci a v roce 2001 byl jmenován soudním exekutorem, patřil tak mezi nejdéle působící exekutory v Česku.
Vránův přerovský exekutorský úřad byl jedním z největších, zaměstnával zhruba 200 lidí a prováděl až 70 tisíc exekucí ročně. Vzhledem k tomu byl zásadním odpůrcem zavedení tzv. teritoriality soudních exekutorů. Známým se stal zejména svým zaměřením na exekuce movitých věcí a pořádáním velkých dražeb takto zabavených věcí. Za způsob provádění těchto mobiliárních exekucí byl často kritizován a byl i opakovaně kárně trestán. V posledním kárném řízení ministr spravedlnosti Robert Pelikán už Nejvyššímu správnímu soudu navrhoval, aby byl Tomáš Vrána kvůli činnosti svého úřadu odvolán z funkce. Ten však sám nakonec ke konci března 2016 rezignoval. Jeho úřad převzal JUDr. Lukáš Jícha, převzetí doprovázely vzájemné neshody a obvinění Vrány ze zpronevěry.
Poté začal opět působit jako advokát.
Je ženatý a má jednoho syna.